# 每個人都在變
每個人都在變是台灣歌手游鴻明於2011年12月29日發行的個人EP，一共收錄3首歌曲。此張EP三首歌作曲部份由游鴻明製作，作詞則由許常德、姚若龍、王雅君分別打造。

## 曲目列表
1. 你不怕 我不怕(微電影--血色天國主題曲)
2. 每個人都在變
3. 就去愛(feat.朱丹)